# دزیره دوئه
دزیره نونکا-ماهو دوئه (تلفظ فرانسوی: [deziße dwe]; (انگلیسی: Désiré Doué؛ زادهٔ ۳ ژوئن ۲۰۰۵) یک فوتبالیست حرفه‌ای فرانسوی است که به‌عنوان هافبک تهاجمی یا وینگر برای باشگاه پاری سن ژرمن در لیگ ۱ فوتبال فرانسه و تیم ملی فرانسه بازی می‌کند.
وی همچنین در تیم‌های ملی فوتبال زیر ۱۷ سال فرانسه، زیر ۱۹ سال فرانسه، زیر ۲۱ سال فرانسه، و زیر ۲۳ سال فرانسه بازی کرده است.
دوئه دوران حرفه‌ای خود را در رن آغاز کرد و دو فصل را در لیگ ۱ گذراند. در سال ۲۰۲۴، او با انتقالی به ارزش ۵۰ میلیون یورو به قهرمان فرانسه، پاری سن ژرمن، پیوست. در اولین فصل حضورش در پاری سن ژرمن، دوئه بازیکن برجسته‌ای بود و این باشگاه به سه‌گانه قاره‌ای، از جمله اولین قهرمانی خود در لیگ قهرمانان اروپا، دست یافت. عملکرد او در لیگ همچنین جایزه بازیکن جوان سال لیگ ۱ و بازیکن جوان فصل لیگ قهرمانان را برای او به ارمغان آورد.
دوئه بازیکن سابق تیم ملی جوانان فرانسه است که در سطوح مختلف جوانان و تیم المپیک در سال ۲۰۲۴ نماینده کشورش و تیم المپیک بود، جایی که مدال نقره را کسب کرد. او اولین بازی خود را برای تیم بزرگسالان فرانسه در مارس ۲۰۲۵ انجام داد.

## دوران باشگاهی

### رن
دوئه فوتبال خود را در سال ۲۰۱۱ و در سن پنج سالگی با آکادمی فوتبال جوانان رن آغاز کرد. او دوران حرفه‌ای خود را در سال ۲۰۲۱ با تیم ذخیره‌های آنها آغاز کرد و از فوریه ۲۰۲۱ به تیم بزرگسالان پیوست. در ۱۴ آوریل ۲۰۲۲، او اولین قرارداد حرفه‌ای خود را تا سال ۲۰۲۴ امضا کرد.
در ۷ آگوست ۲۰۲۲، دوئه اولین بازی حرفه‌ای خود را برای رن به عنوان بازیکن تعویضی در شکست ۱–۰ لیگ ۱ در خانه مقابل لوریان انجام داد. در ۳۱ آگوست، او اولین گل حرفه‌ای خود را در پیروزی ۳–۱ خانگی مقابل برست به ثمر رساند. در ۶ اکتبر، دوئه در دقیقه ۸۹ گل پیروزی رن را در پیروزی خانگی ۲–۱ مقابل دیناموکیف در لیگ اروپا به ثمر رساند که اولین گل اروپایی او بود. این گل او را با ۱۷ سال، چهار ماه و چهار روز سن، به جوان‌ترین گلزن فرانسوی تاریخ در مسابقات باشگاهی اروپا تبدیل کرد. در ۹ اکتبر، دوئه در دربی برتون مقابل نانت، یک گل به ثمر رساند و کمتر از ۶۰ ثانیه پس از ورود به زمین به عنوان بازیکن تعویضی در دقیقه ۸۳، پیروزی ۳–۰ را قطعی کرد. در ۲ نوامبر، دوئه قرارداد خود را با رن برای یک سال دیگر تا سال ۲۰۲۵ تمدید کرد.
در ۹ آوریل ۲۰۲۳، دوئه در دقایق پایانی شکست ۳–۱ مقابل لیون، پس از اینکه ۱۸ دقیقه قبل از روی نیمکت به زمین آمده بود، تعویض شد. برونو ژنسیو، سرمربی رن، در اظهارات پس از بازی خود از این هافبک انتقاد کرد، اما او را تشویق نیز کرد: «این بدان معنا نیست که من به او اعتماد زیادی ندارم و او نمی‌تواند دوران حرفه‌ای خوبی داشته باشد، اما بعضی چیزها باید سریع‌تر درک شوند.» دوئه فصل ۲۰۲۲–۲۳ را در لیگ ۱ با ۲۹ بازی به پایان رساند که ۱۱ بازی آن به عنوان بازیکن ثابت بود.
در ۱ اکتبر ۲۰۲۳، دوئه اولین گل خود را در فصل ۲۰۲۳–۲۰۲۴ لیگ ۱ در پیروزی ۳–۱ مقابل نانت به ثمر رساند. در ۲۶ ژانویه ۲۰۲۴ مقابل لیون، او به مارتین تریر پاس گل اول رن را داد و در پیروزی ۳–۲، در نقش وینگر چپ، گل دوم را به ثمر رساند.

### پاری سن ژرمن
در ۱۷ آگوست ۲۰۲۴، دوئه با انتقالی به ارزش ۵۰ میلیون یورو، بدون احتساب پاداش‌ها، به پاری سن ژرمن، دیگر باشگاه لیگ ۱، پیوست. او قراردادی تا ۳۰ ژوئن ۲۰۲۹ امضا کرد. با این کار، او پیشنهاد باشگاه آلمانی بایرن مونیخ را رد کرد.
در ۲۳ آگوست، دوئه اولین بازی خود را برای قهرمان فرانسه به عنوان بازیکن تعویضی در پیروزی ۶–۰ مقابل مون پلیه|مون‌پلیه با پوشیدن پیراهن شماره ۱۴ انجام داد. در مصاحبه پس از بازی، دوئه اظهار داشت که از تصمیم خود برای پیوستن به پاری سن ژرمن به جای بایرن پشیمان نیست. در بازی بعدی در ۱ سپتامبر، او اولین پاس گل خود را برای پاری سن ژرمن ثبت کرد، یک سانتر برای ضربه سر راندال کولو موآنی که پیروزی ۳–۱ مقابل لیل را قطعی کرد. در ۱۸ سپتامبر، دوئه اولین بازی خود در لیگ قهرمانان اروپا را در پارک دو پرانس مقابل تیم اسپانیایی خیرونا انجام داد. در ۱۰ دسامبر، او اولین گل خود در لیگ قهرمانان اروپا را در پیروزی ۳–۰ خارج از خانه مقابل ردبول سالزبورگ به ثمر رساند. در ۱۵ دسامبر، او به عنوان بازیکن پی اس جی به خاطر عملکردش در پیروزی ۳–۱ خانگی مقابل لیون، جایزه بهترین بازیکن زمین را در لیگ ۱ دریافت کرد. او در این بازی پاس گل اول عثمان دمبله را داد و در نیمه دوم یک پنالتی گرفت که توسط ویتینیا تبدیل به گل شد. در ۱۹ فوریه ۲۰۲۵، دوئه به عنوان بازیکن تعویضی در بازی برگشت پلی‌آف مرحله حذفی لیگ قهرمانان اروپا مقابل برست، دیگر باشگاه لیگ ۱، به میدان آمد و در نهایت با نتیجه ۷–۰ برای پی اس جی به پیروزی رسید.
جایگاه دوئه در تیم پاری سن ژرمن با عملکردهای چشمگیر، از جمله بازی مقابل لیل در ۱ مارس، که در آن یک گل و یک پاس گل داد، همچنان رو به رشد بود. در ۱۱ مارس، در بازی برگشت مرحله یک‌هشتم نهایی لیگ قهرمانان اروپا مقابل لیورپول، دوئه به عنوان بازیکن تعویضی به جای بردلی بارکولا وارد زمین شد و پنالتی تعیین‌کننده‌ای را در آنفیلد به ثمر رساند که باعث شد پاریسی‌ها پس از شکست ۱–۰ در بازی رفت، در بازی برگشت به پیروزی برسند. عملکرد او در ماه مارس، که در آن سه گل به ثمر رساند و دو پاس گل در چهار بازی لیگ ۱ ثبت کرد، باعث شد که او به عنوان بازیکن ماه UNFP انتخاب شود. در ۵ آوریل، دوئه تنها گل پیروزی ۱–۰ مقابل آنژه را به ثمر رساند و سیزدهمین عنوان قهرمانی باشگاهش در لیگ ۱ را تضمین کرد، چهار روز بعد، او گل تساوی را در بازی رفت مرحله یک چهارم نهایی لیگ قهرمانان اروپا مقابل استون ویلا از بیرون محوطه جریمه به ثمر رساند که در نهایت پاری سن ژرمن در مجموع با نتیجه ۵–۴ پیروز شد و به مرحله نیمه نهایی راه یافت. او به عنوان وینگر راست اصلی پاری سن ژرمن در هر دو بازی رفت و برگشت نیمه نهایی مقابل آرسنال به میدان رفت و پاری سن ژرمن با پیروزی ۳–۱ در مجموع مقابل این باشگاه لندنی به دومین فینال لیگ قهرمانان اروپا در تاریخ این باشگاه رسید.
در ۳۱ مه، دوئه در پیروزی ۵–۰ مقابل اینتر میلان در فینال لیگ قهرمانان اروپا، دو گل زد و یک پاس گل به اشرف حکیمی داد و به عنوان بهترین بازیکن زمین انتخاب شد، چرا که باشگاهش اولین قهرمانی خود را در این رقابت‌ها قطعی کرد. علاوه بر این، او اولین نوجوانی بود که در سن ۱۹ سال و ۳۶۲ روز در فینال دو گل زد و از رکورد اوزه‌بیو، ۲۰ سال و ۹۷ روز که در سال ۱۹۶۲ ثبت شده بود، پیشی گرفت و همچنین جوان‌ترین پاس گل‌دهنده در یک فینال بود و از رکورد جود بلینگهام (۲۰ سال و ۳۳۸ روز) از فصل قبل پیشی گرفت. او همچنین دومین نوجوانی بود که از زمان برایان کید در سال ۱۹۶۸، در یک فینال هم گل زد و هم پاس گل داد و اولین بازیکنی بود که از زمان ساندرو ماتزولا در سال ۱۹۶۴، در یک فینال ۳ گل زد. به دلیل عملکردهای چشمگیرش، دوئه به عنوان بازیکن جوان فصل لیگ قهرمانان اروپا انتخاب شد.
در ۶ ژوئن، در مرحله یک چهارم نهایی جام باشگاه‌های جهان ۲۰۲۵، دوئه اولین گل را مقابل بایرن مونیخ به ثمر رساند تا به پاری سن ژرمن کمک کند تا به نیمه نهایی مسابقات صعود کند. اگرچه تیمش در فینال مقابل چلسی شکست خورد، اما او به عنوان بهترین بازیکن جوان مسابقات انتخاب شد.

## دوران حرفه‌ای بین‌المللی
دوئه بازیکن تیم ملی جوانان فرانسه است و برای تیم‌های زیر ۱۷ سال فرانسه و زیر ۱۹ سال فرانسه بازی کرده است. او در مسابقات قهرمانی زیر ۱۷ سال اروپا ۲۰۲۲، برای تیم زیر ۱۷ سال و در مسابقات مقدماتی قهرمانی زیر ۱۹ سال اروپا ۲۰۲۴ برای تیم زیر ۱۹ سال بازی کرد. دوئه اولین بازی خود را برای تیم زیر ۲۱ سال فرانسه در ۱۳ اکتبر ۲۰۲۳ در مسابقه مقدماتی قهرمانی زیر ۲۱ سال اروپا مقابل بوسنی و هرزگوین انجام داد، جایی که دو کارت زرد گرفت و قبل از سوت پایان از زمین اخراج شد.
در ۲۲ مارس ۲۰۲۴، دوئه اولین بازی خود را برای تیم فوتبال المپیک فرانسه در یک بازی دوستانه مقابل ساحل عاج انجام داد و در پیروزی ۳–۲، دو گل به ثمر رساند. او در پنج بازی در بازی‌های المپیک ۲۰۲۴ بازی کرد، از جمله حضور قابل توجه از روی نیمکت در فینال مقابل اسپانیا، که فرانسه ۵–۳ شکست خورد و مجبور شد به مقام نایب قهرمانی در تورنمنتی که میزبان آن بود، بسنده کند.
در ۱۳ مارس ۲۰۲۵، دوئه برای اولین بار به تیم ملی فرانسه دعوت شد و اولین بازی خود را در مرحله یک چهارم نهایی لیگ ملت‌های اروپا ۲۰۲۴–۲۵ مقابل کرواسی انجام داد.
در ۸ ژوئن ۲۰۲۵، دوئه پس از پیروزی ۲–۰ مقابل آلمان، به دلیل کسب مقام سوم در لیگ ملت‌های اروپا ۲۰۲۴-۲۰۲۵ با فرانسه، مدال برنز را دریافت کرد. او در مجموع ۱۳۸ دقیقه در این مسابقات بازی کرد.

## سبک بازی
دوئه که به عنوان یکی از بهترین بازیکنان جوان جهان شناخته می‌شود، پست اصلی او هافبک تهاجمی است، اما تطبیق‌پذیری او به او اجازه می‌دهد بسته به سیستم بازی، در عمق خط میانی، در هر دو جناح یا به عنوان مهاجم بازی کند. دوئه، یک بازی ساز پویا در باکس تو باکس با نگاهی به گلزنی، به خاطر چابکی، شتاب و سرعت فوق‌العاده‌اش مورد توجه قرار گرفته است که با دریبل‌زنی، شوت‌زنی و پاسکاری عالی‌اش ترکیب شده و به او اجازه می‌دهد در موقعیت‌های مختلف یک تهدید تهاجمی قوی باشد. به گفته لیام ثارم، روزنامه‌نگاری که این بازیکن را برای The Athletic تحلیل کرده است، قدرت فوق‌العاده دوئه در حمل توپ است و در فصل ۲۰۲۲–۲۰۲۳ در بین دو درصد برتر هافبک‌های مرکزی در پنج لیگ برتر اروپا برای حمل توپ‌های تهاجمی (۳/۴ در هر ۹۰ دقیقه) و در بین یک درصد برتر برای دریبل‌های موفق (۳/۹) قرار دارد. ESPN دوئه را به عنوان «یک بازیکن ذاتاً سرگرم‌کننده، پر از ترفندها و مهارت‌هایی که برای به لرزه درآوردن حریفان طراحی شده‌اند» توصیف می‌کند. با وجود اینکه دوئه در درجه اول به عنوان یک بازیکن تهاجمی مورد استفاده قرار می‌گیرد، به خاطر سهم دفاعی‌اش نیز مورد ستایش قرار گرفته است، که با میانگین بیش از سه تکل در هر بازی در لیگ ۱ نشان داده شده است، که او را در بین شش درصد برتر هافبک‌های لیگ قرار داده است.
برونو ژنسیو، سرمربی رن، از دوئه به نیکی یاد کرده و این بازیکن جوان را «از نظر فیزیکی آماده» خوانده و در ادامه از او تعریف کرده است: «او بازی را خیلی خوب می‌خواند. از نظر فنی، چه با پای راست و چه با پای چپ، او کامل است و کنترل خوبی روی هر دو دارد. دور از زمین، او یک رؤیا است. راحت، آرام، با رگه‌هایی از رهبری در عین حال که همچنان از دیگران راهنمایی می‌خواهد. او در کارش هم بی‌خیال و هم وظیفه‌شناس است. او در ذهنش یک حرفه‌ای است.» نمانیا ماتیچ، هافبک کهنه‌کار که در تابستان ۲۰۲۳ با رن قرارداد امضا کرد، اظهار داشت که دوئه پتانسیل بالایی دارد.
دوئه همچنین با بازیکن سابق پاری سن ژرمن، نیمار، مقایسه شده است، به ویژه پس از ورودش به باشگاه فرانسوی، جایی که به دلیل خلاقیت، استعداد، قدرت دریبل زنی و شم گلزنی‌اش، به عنوان وارث این بازیکن برزیلی شناخته می‌شود. لوئیس انریکه، سرمربی پاری سن ژرمن، دوئه را به خاطر «توانایی فنی، فیزیکی و شخصیت» او ستایش کرده است.

## زندگی شخصی
دوئه در آنژه، از پدری ساحل عاجی و مادری فرانسوی متولد شد. او تابعیت فرانسوی و ساحل عاجی دارد. برادرش، گوئلا دوئه و پسرعموهایش، یان گبوهو و مارک-اولیویه دوئه، نیز فوتبالیست‌های حرفه‌ای هستند.